# David Casamitjana i Cabestany
David Casamitjana i Cabestany   (Castellnou de Seana, 17 de maig de 1932 - Manresa, 17 d'agost de 2021) fou un futbolista català de la dècada de 1950.
Casamitjana arribà a l'equip amateur del RCD Espanyol a l'edat de 16 anys, de la mà d'Antoni Segarra, qui havia estat jugador de l'Espanyol i era veí seu a Castellnou de Seana. Fou cedit a la UA Horta, el CE Manresa i la UE Sant Andreu, fins que l'any 1953 esdevingué definitivament jugador del primer equip de l'Espanyol. Formà un gran mig del camp a l'Espanyol al costat d'Emili Gàmiz fins a l'any 1958. Disputà la final de la Copa d'Espanya de l'any 1957 enfront del FC Barcelona i la temporada 1954-55 fou l'autor del gol a La Rosaleda de Màlaga que va permetre a l'equip salvar-se a la lligueta de promoció. Entre 1958 i 1960 defensà els colors del Reial Oviedo.
Fou tres cops internacional amb la selecció catalana i un amb la selecció espanyola B l'any 1956. En retirar-se del futbol s'establí a Manresa i adoptà l'ofici de pastisser.